# Enrique Collazo Tejada
Enrique Collazo Tejada (Santiago de Cuba, 28 de mayo de 1848-La Habana, 13 de marzo de 1921) fue un militar y patriota cubano. General de brigada del Ejército Libertador de su país.

## Síntesis biográfica
Nació en Santiago de Cuba, el 28 de mayo de 1848. Hermano del general de brigada Tomás Collazo Tejada y del pintor Guillermo Collazo Tejada. Fue llevado a España a los nueve años, por su tío y padrino.
En julio de 1862 ingresó en la escuela de artillería de Segovia, España. Se graduó el 22 de agosto de 1866 con el grado de alférez. En septiembre de 1868 fue ascendido a teniente del ejército español.

## Guerra de los Diez Años
Peleó en el bando cubano en la Guerra de los Diez Años (1868-1878), terminándola con grados de Comandante.
Participó activamente en las negociaciones de paz que pusieron fin a dicha guerra y formó dúo con Ramón Roa para informar a todos los generales cubanos del cese de hostilidades contra el Ejército español.

## Tregua Fecunda y exilio
Al terminar la guerra, se afilió al Partido Liberal Autonomista de Cuba, como muchos otros antiguos independentistas cubanos.
Años después, decepcionado del autonomismo, se reincorporó nuevamente a los independentistas. Conspiró activamente para reiniciar la guerra, cosa que eventualmente sucedió en 1895.

## Guerra Necesaria
Desembarcó en Cuba en 1896, participando en la Guerra Necesaria (1895-1898). Fue ascendido a General de brigada del ejército cubano en 1898. Su hermano Tomás también terminó la guerra con grados de Brigadier.
Se opuso activamente a la intervención estadounidense a finales de la guerra y escribió varios libros expresando su firme oposición a dicha intervención.

## Últimos años y muerte
Tuvo discrepancias con el presidente Tomás Estrada Palma (1902-1906).
Integró la junta patriótica de La Habana, fundada el 10 de octubre de 1907 para oponerse a la corriente anexionista que durante la segunda intervención militar norteamericana abogaba por que Cuba se convirtiera en un protectorado de Estados Unidos.
De 1909 a 1911 fue representante a la Cámara por la provincia de La Habana. Fue intendente general de la república hasta mayo de 1913, siendo sustituido por órdenes del nuevo presidente, Mario García Menocal (1913-1921).
Miembro fundador de la Academia de Historia de Cuba (1910), desde la cual narró de las guerras cubanas de independencia.
Falleció en La Habana, el 13 de marzo de 1921. Tenía al morir 72 años.